# MTV Asia Awards 2006
Die MTV Asia Awards 2006 wurden am 6. Mai 2006 in der Royal Paragon Hall in Bangkok, Thailand vergeben. Die fünfte Veranstaltung der MTV Asia Awards wurde von Wang Leehon und Kelly Rowland moderiert. Rowland ersetzte Kelly Clarkson.
Im Vergleich zu den MTV Asia Awards 2005, als es vor allem um Spenden für die Opfer des Tsunamis 2004 ging, war die Veranstaltung etwas kleiner aufgezogen worden. So zog man in die Royal Paragon Hall, die nur 5000 Zuschauer fasste.
Destiny’s Child, zu diesem Zeitpunkt bereits aufgelöst, erhielten den Award für Outstanding Achievement in Popular Music. Rowland nahm den Award im Namen ihrer ehemaligen Bandkolleginnen in Empfang.

## Liveauftritte

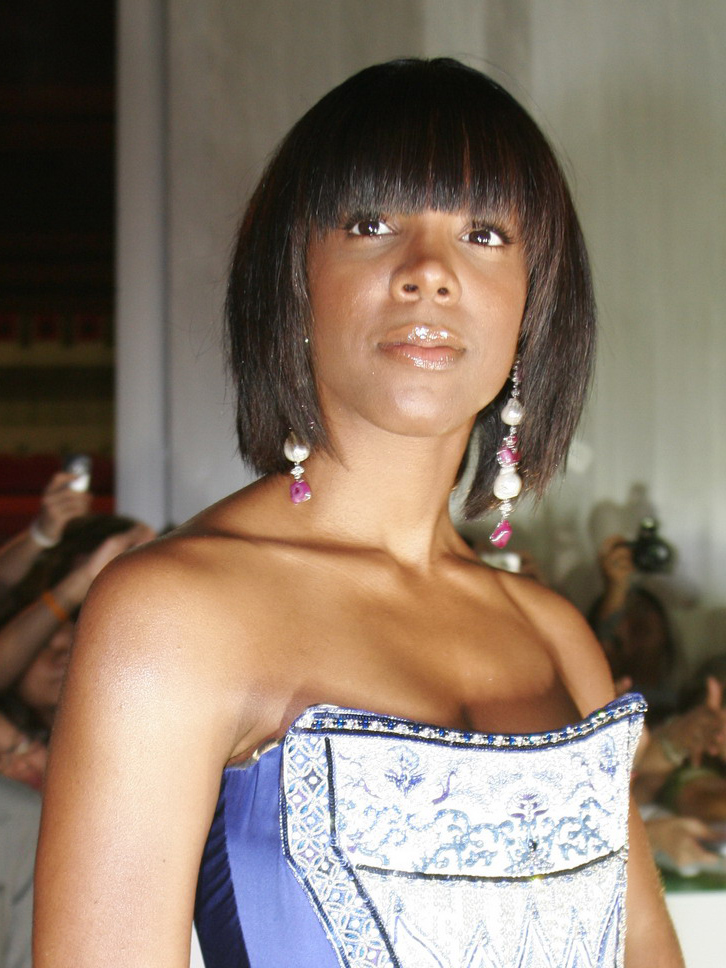
Kelly Rowland, Moderatorin

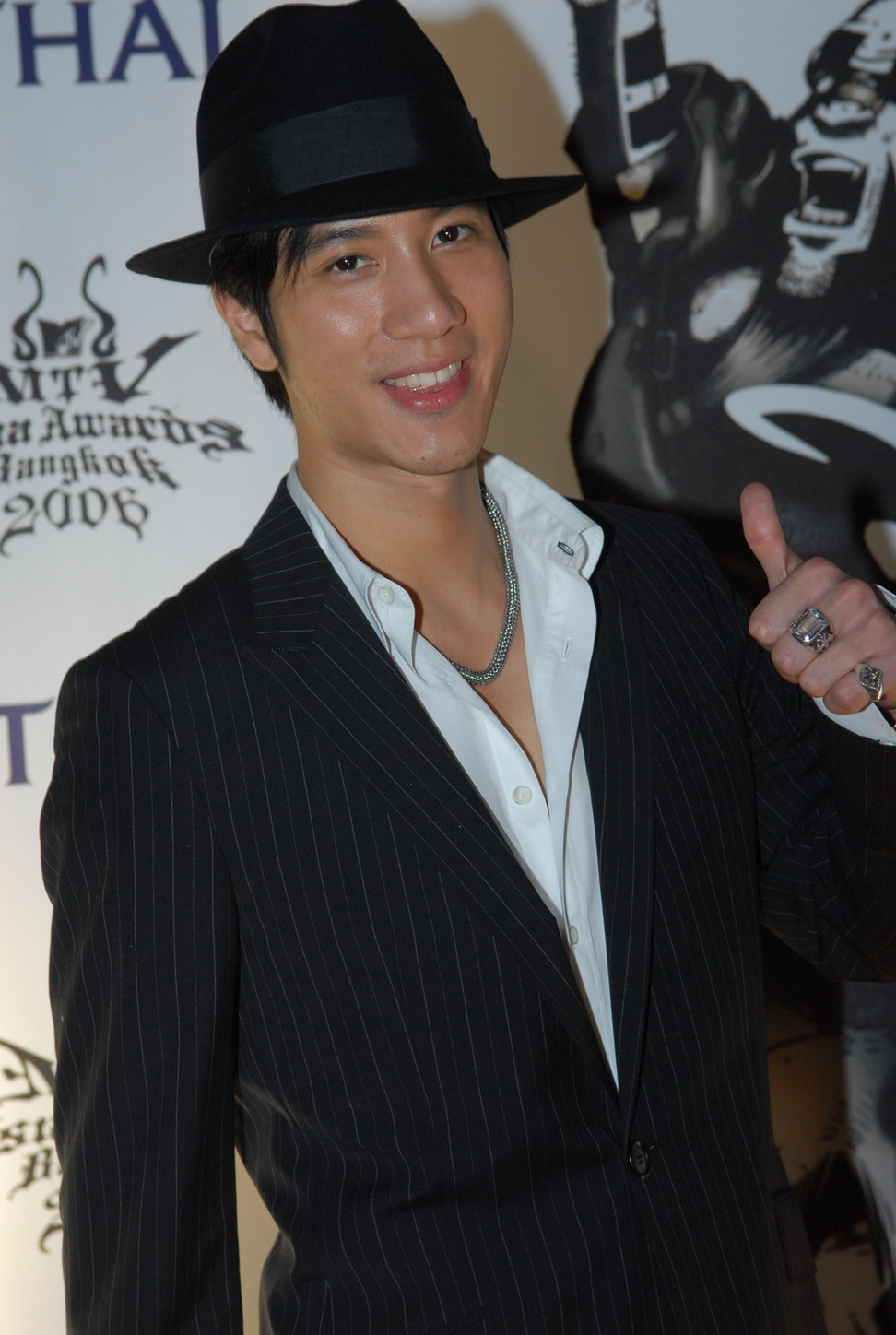
Wang Leehom, Moderator

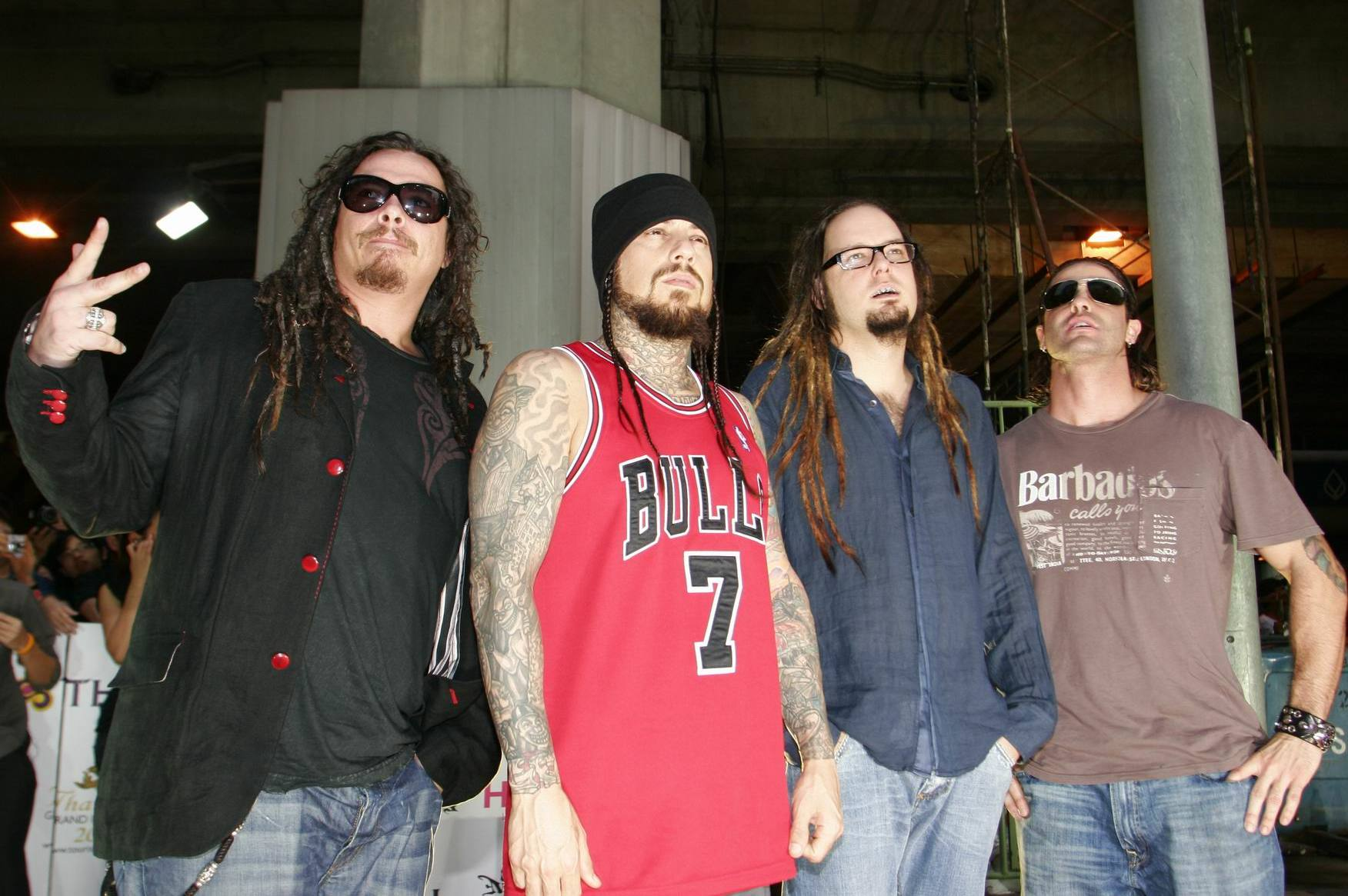
Korn

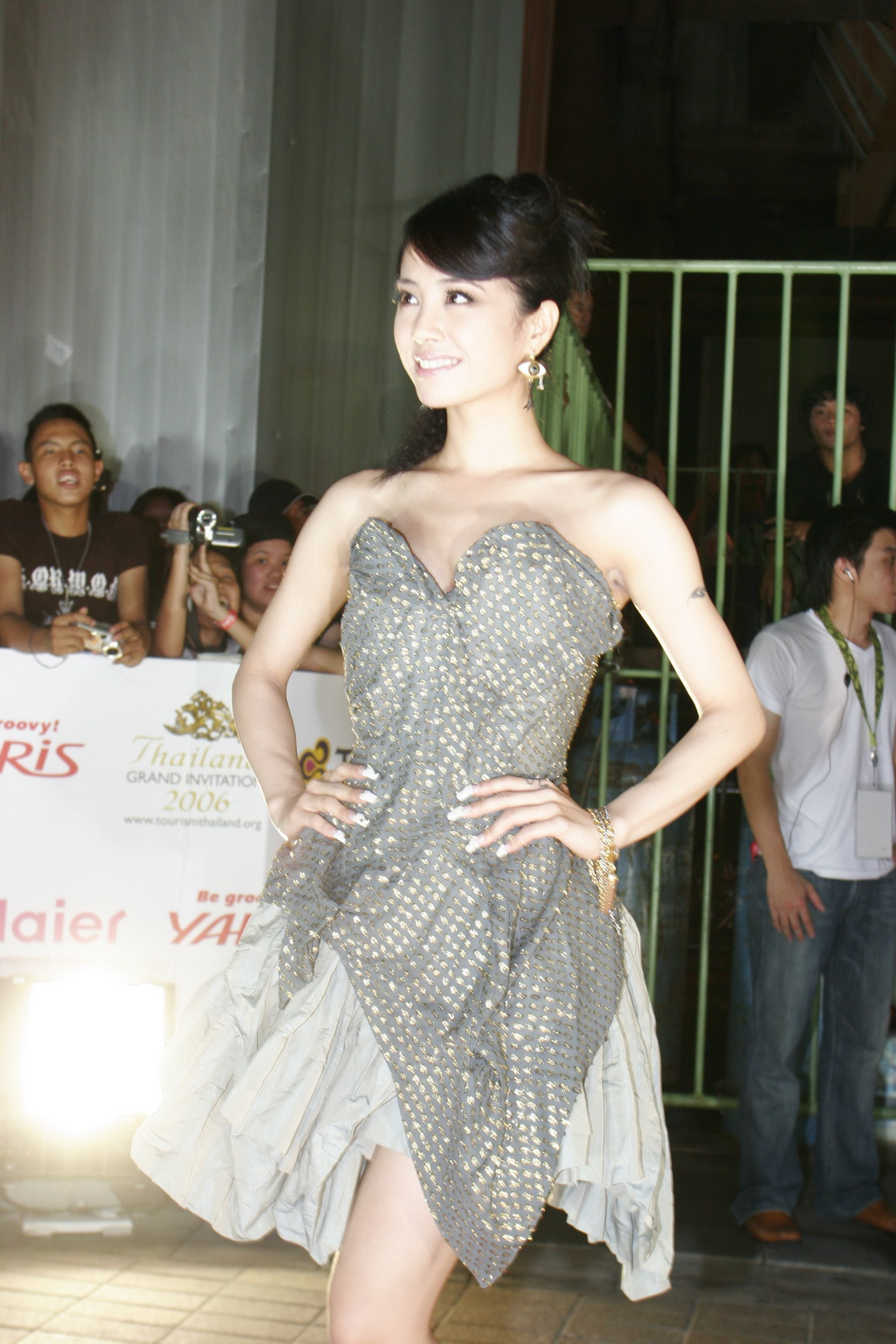
Jolin Tsai auf dem roten Teppich der MTV Asia Awards 2006.

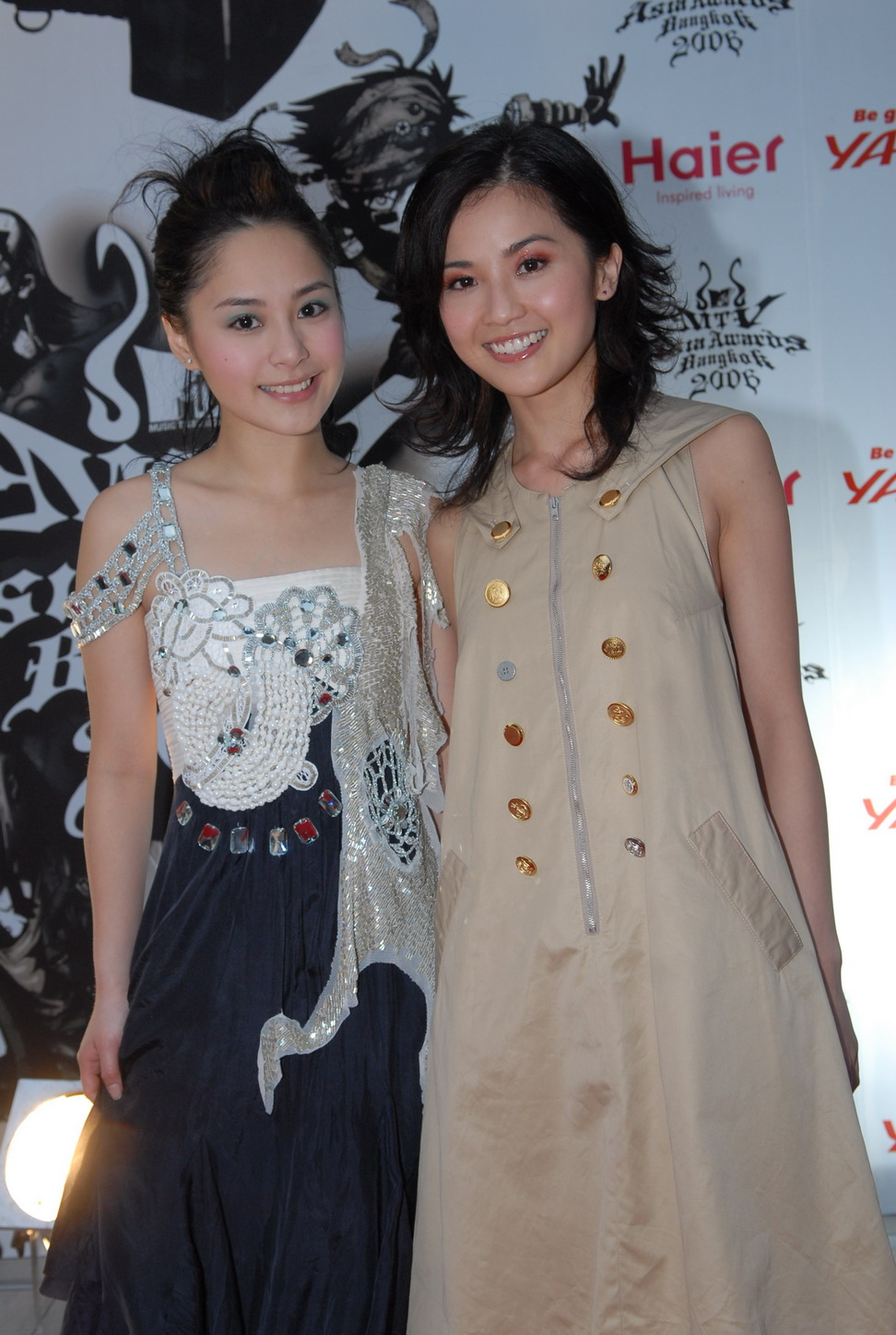
Twins

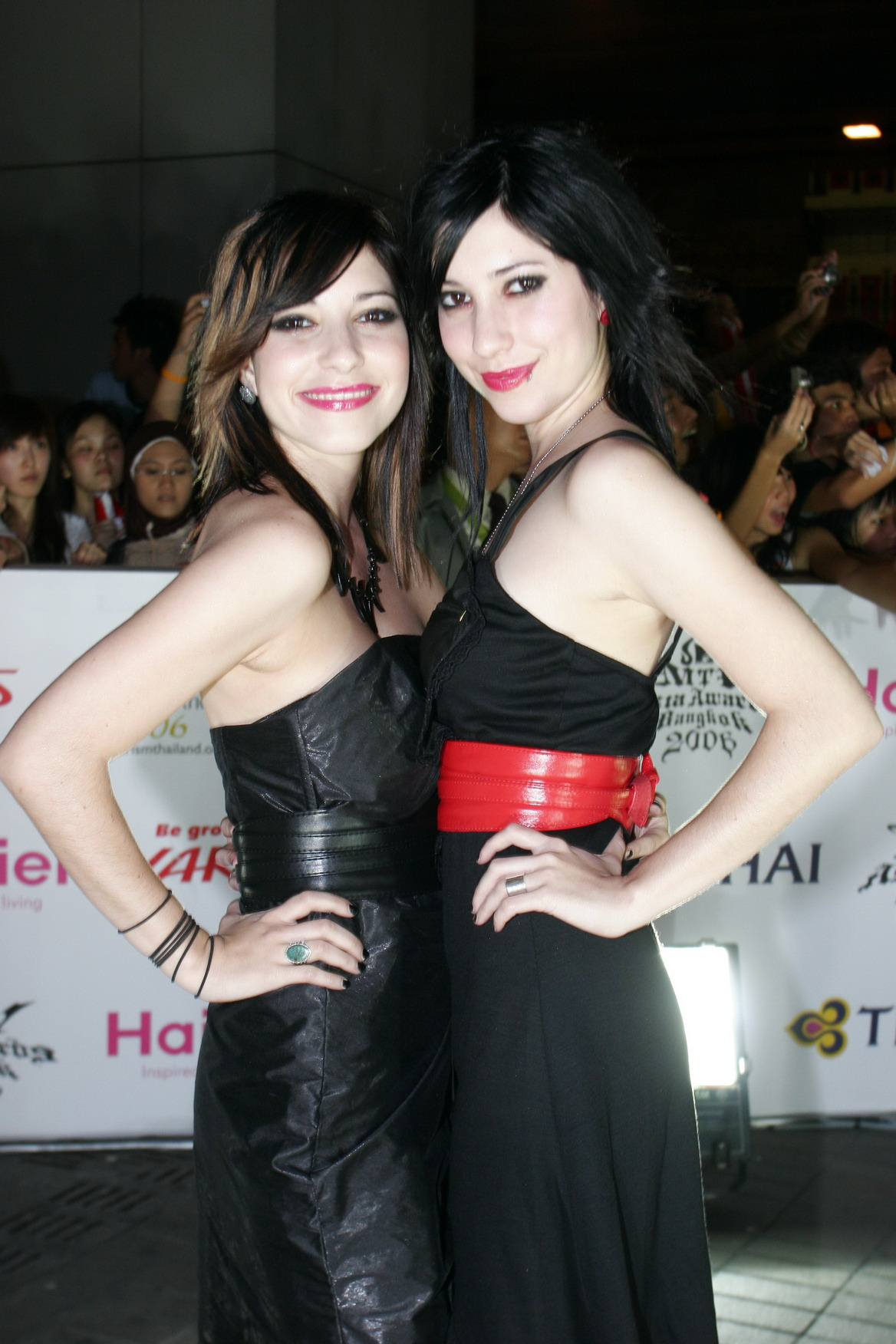
The Veronicas

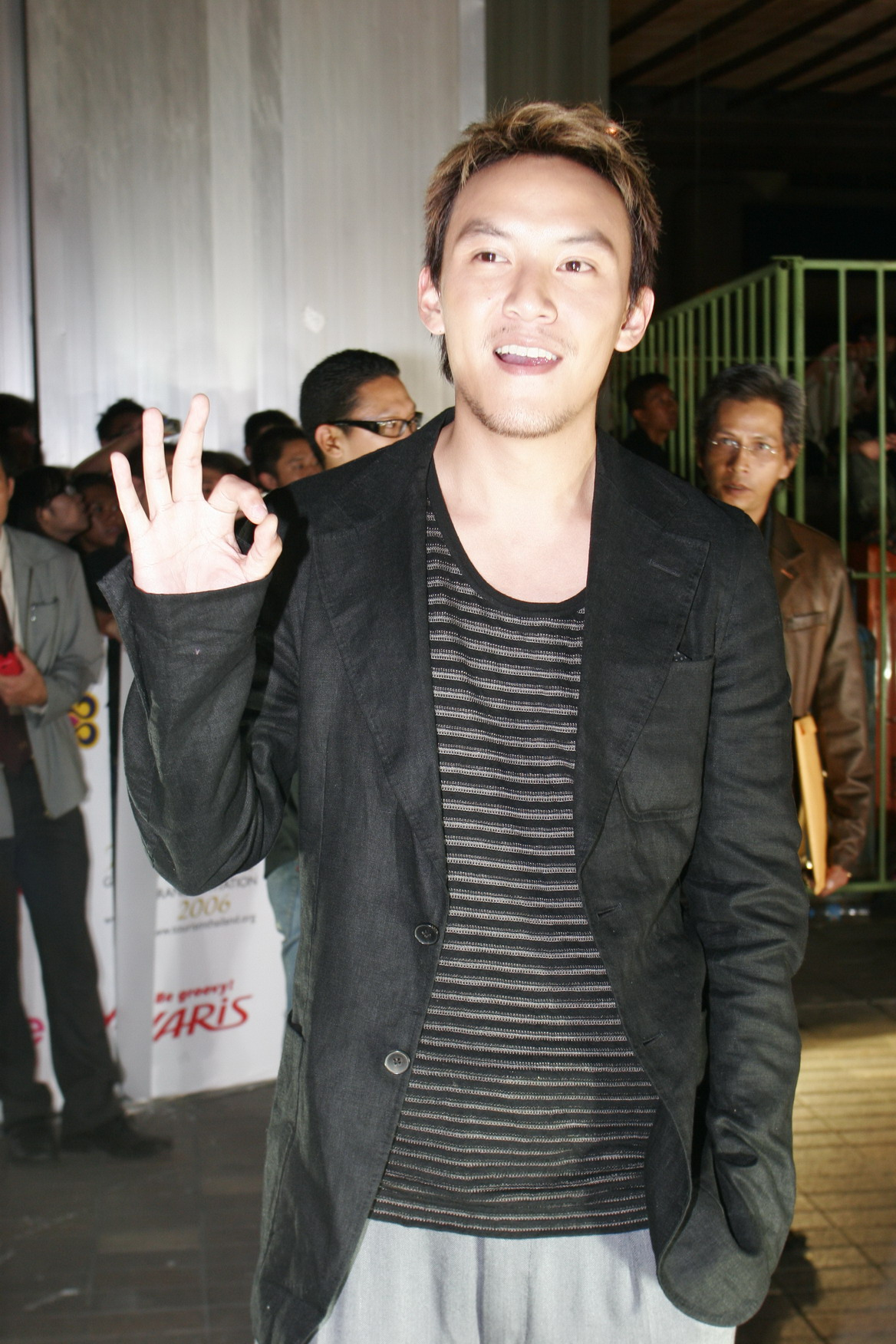
Chang Chen

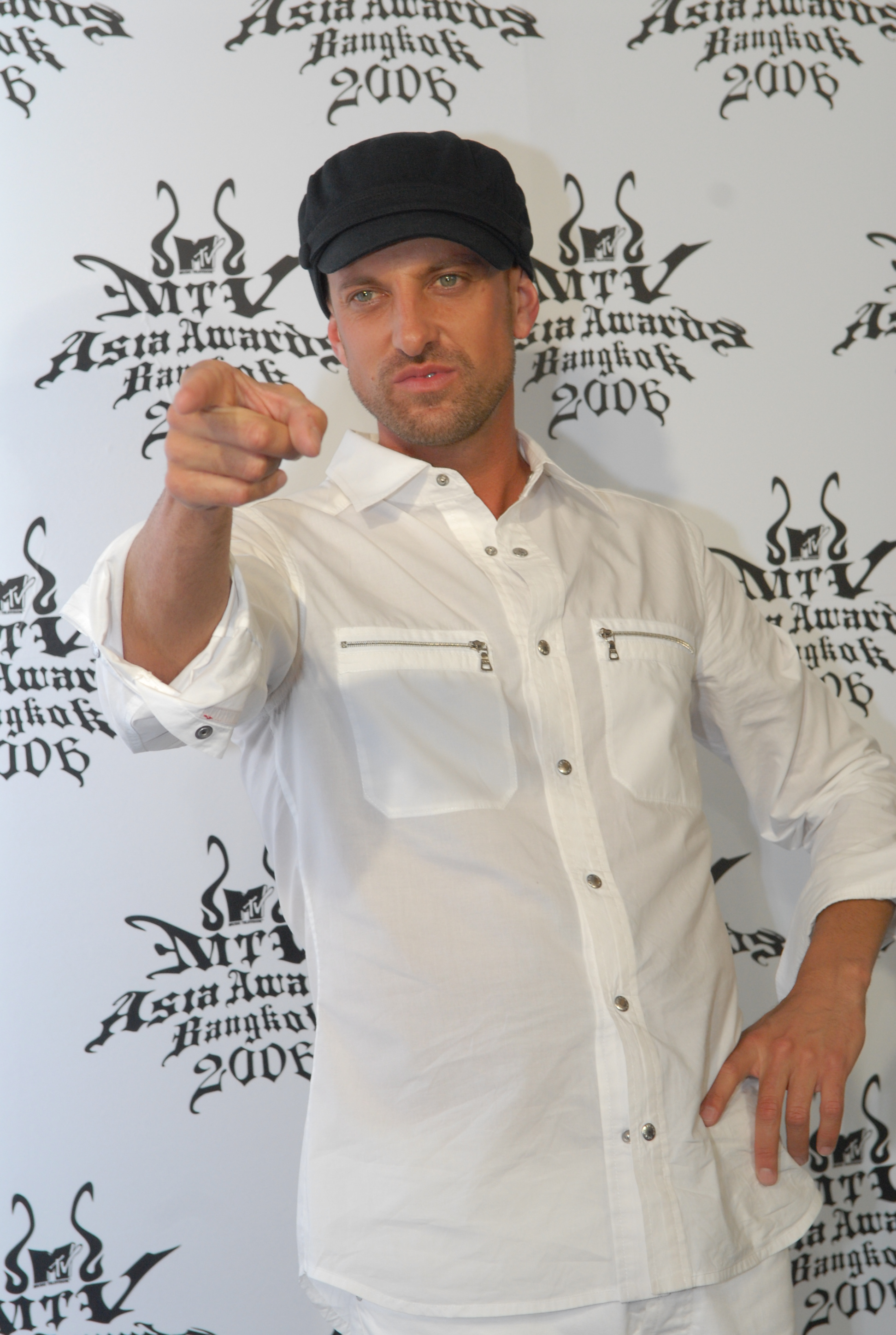
Daniel Powter

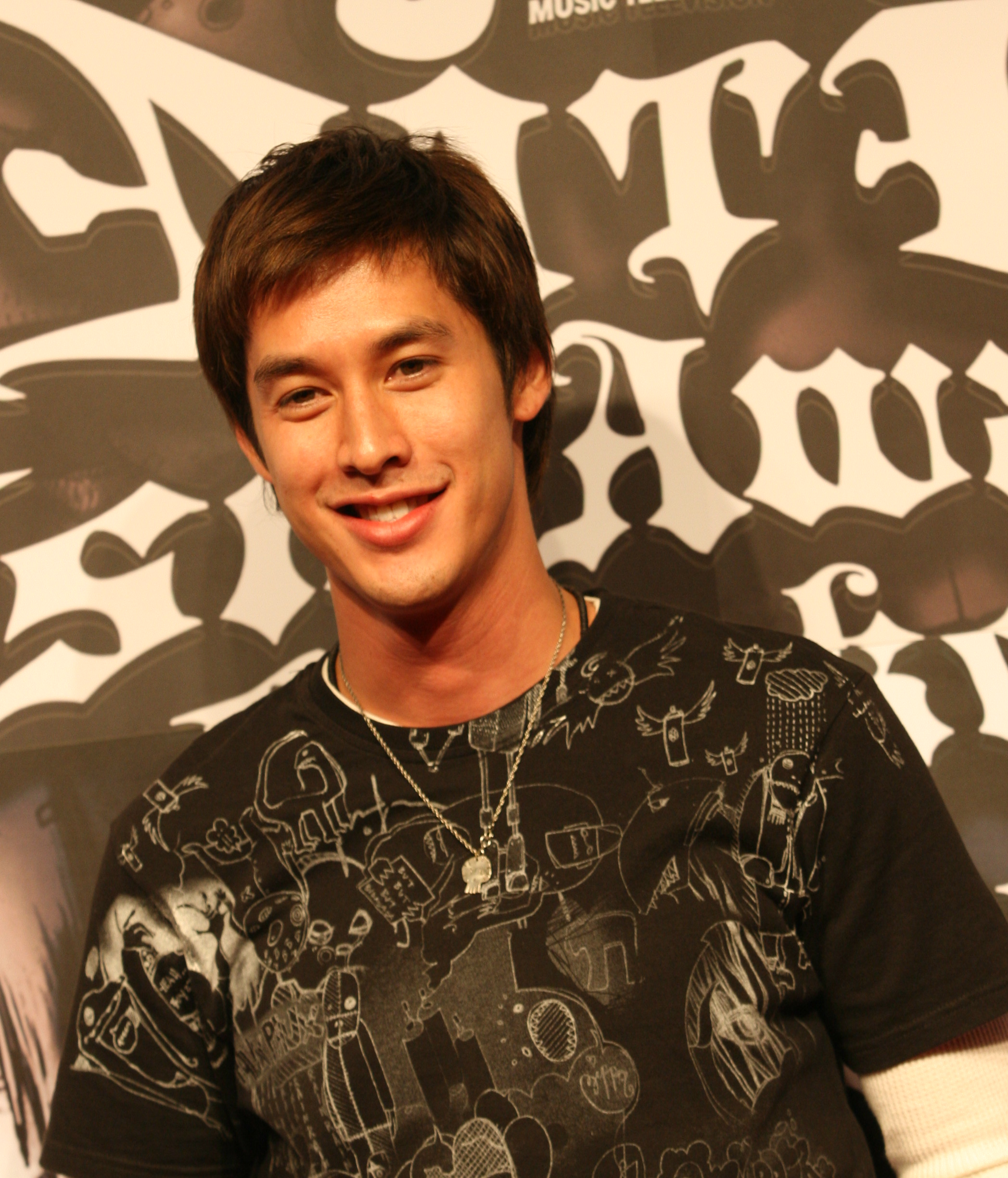
Utt Panichkul

Ein besonderes Highlight war die Weltpremiere von Rowlands neuester Single Gotsta Go.
- Korn (Twisted Transistor)[5]
- Wang Leehom
- Kelly Rowland (Gotsta Go)
- Thaitanium & Simon Webbe
- Lee Ryan & Tata Young
- Jolin Tsai
- Daniel Powter (Bad Day)[6]
- Teriyaki Boyz
- Hoobastank (If I Were You)[6]
- Rivermaya
- Kangta & Vanness

## Präsentatoren
- Zhao Wei
- Maggie Q
- Same Same
- Taufik Batisah
- Too Phat
- Lukkade Metinee
- Sean Noh
- The Veronicas
- Ahli Fiqir
- Peter Corp
- Marsha Vadhanapanich
- Jal
- Chang Chen

## Nominierte und Gewinner
Die Nominierungen wurden am 28. Februar 2006 verkündet. Die Sieger sind vorangestellt und fett markiert.

### International Awards

#### Favorite Pop Act
Backstreet Boys
- Black Eyed Peas
- Gorillaz
- Simple Plan
- Westlife

#### Favorite Rock Act
Green Day
- Coldplay
- Franz Ferdinand
- My Chemical Romance
- Oasis

#### Favorite Video
Korn – Twisted Transistor
- Franz Ferdinand – Do You Want To
- Green Day – Wake Me Up When September Ends
- Kanye West – Gold Digger
- My Chemical Romance – Helena

#### Favorite Female Artist
Kelly Clarkson
- Ashlee Simpson
- Lindsay Lohan
- Madonna
- Mariah Carey

#### Favorite Male Artist
Ricky Martin
- Eminem
- James Blunt
- Kanye West
- Robbie Williams

#### Favorite Breakthrough Artist
Simon Webbe
- Fort Minor
- James Blunt
- The Pussycat Dolls
- My Chemical Romance

### Regional Awards

#### Favorite Artist Mainland China
Zhao Wei
- The Flower
- Sun Nan
- Xu Wei
- Zhou Xun

#### Favorite Artist Hong Kong
Twins
- Andy Lau
- Eason Chan
- Joey Yung
- Leo Ku

#### Favorite Artist India
Jal
- Abhijeet Sawant
- Asha Bhosle
- Rabbi Shergill
- Sonu Nigam

#### Favorite Artist Indonesia
Peterpan
- Maliq & D'Essentials
- Project Pop
- Radja
- Rossa

#### Favorite Artist Korea
Seven
- Buzz
- SG Wannabe
- Tei
- Wheesung

#### Favorite Artist Malaysia
Mawi
- Ahli Fiqir
- Fish Leong
- Ruffedge
- Too Phat

#### Favorite Artist Philippines
Rivermaya
- Bamboo
- Hale
- Kitchie Nadal
- Orange and Lemons

#### Favorite Artist Singapore
Taufik Batisah
- A-do
- Huang Yida
- JJ Lin
- Stefanie Sun

#### Favorite Artist Taiwan
Wang Leehom
- 5566
- Jay Chou
- Jolin Tsai
- S.H.E

#### Favorite Artist Thailand
Tata Young
- 4gotten
- Bodyslam
- Lydia
- Thaitanium

### Special Awards

#### The Style Award
- Jolin Tsai

#### Outstanding Achievement in Popular Music
- Destiny’s Child

#### The Inspiration Award
- Thongchai McIntyre

#### Breakthrough Collaboration Japan Award
- Teriyaki Boyz